# Giorgia Farina
Pour les articles homonymes, voir Farina.
Giorgia Farina, né en 1985 à Rome (Italie), est une réalisatrice et une scénariste italienne. 

## Biographie
Giorgia Farina grandit à Rome, où elle obtient en 2003 son diplôme classique au Collegio San Giuseppe De Merode. Elle poursuit ses études à Londres et décroche un Bachelor of Arts en sociologie à l’Université de Westminster en 2006. C’est à cette période qu’elle réalise son premier court-métrage, Eclisse, qui remporte le concours « Corti Pluriel » et est projeté lors de la Mostra du cinéma de Venise.
Après une expérience professionnelle dans la postproduction vidéo chez MTV à Londres, Giorgia Farina réalise plusieurs courts-métrages primés, dont Zona rossa (2007), Alba (2008) et Achille (2010). Elle se spécialise ensuite en réalisation et scénario à la Columbia University de New York, où elle obtient un Master of Fine Arts en Film en 2010.
Giorgia Farina a également travaillé comme assistante réalisatrice sur des productions télévisuelles et cinématographiques, notamment sur la série L’ispettore Coliandro des frères Manetti. Elle a été sélectionnée pour des programmes de talents internationaux, tels que le Toronto Film Festival Talent Lab et le Berlinale Talent Campus.

## Filmographie

### Comme réalisatrice

#### Au cinéma
- 2007 : Zona rossa (court-métrage)
- 2008 : Alba (court-métrage)
- 2010 : Achille (court-métrage)
- 2011: The Sound of Clashing Scabbards (court-métrage)
- 2013 : Amiche da morire
- 2015 : Ho ucciso Napoleone (it)
- 2020 : La Ballade des cœurs perdus (it) (Guida romantica a posti perduti)
- 2024: Ho visto un re (it) (long-métrage)

#### À la télévision
- 2010 : Bello di Mamma

### Comme scénariste

#### Au cinéma
- 2013 : Amiche da morire

## Récompenses et distinctions
- Globe d'or du meilleur scénario en 2013 pour Amiche da morire.
- Nomination au David di Donatello du meilleur réalisateur débutant en 2013 pour Amiche da morire.